# II. Vilmos württembergi király
II. Vilmos württembergi király (németül: König Wilhelm II. von Württemberg, teljes nevén Wilhelm Karl Paul Heinrich Friedrich; Stuttgart, 1848. február 25. – Bebenhausen, 1921. október 2.) 1891–1918 között Württemberg királya, 1918–1921 között Württemberg trónigénylője és címzetes királya. Közvetlensége miatt a „Herr König” néven is ismert.

## Származása és ifjúkora
Vilmos herceg 1848 februárjában jött világra Frigyes Károly württembergi herceg (1808–1870) és Katalin Friderika württembergi királyi hercegnő (1821–1898) egyetlen gyermekeként. Édesapja Pál württembergi királyi herceg fiaként Frigyes württembergi király unokája volt, míg édesanyja I. Vilmos württembergi király harmadik házasságából származott. Vilmos herceg mondhatni többszörösen is a Württembergi-házból származott: anyai nagyanyja, Paulina württembergi királyné szintén württembergi hercegnőként született.
Egyrészt a Württembergi-házhoz való rendkívül szoros kapcsolódása, másrészt közeli rokonsága Károly württembergi királyhoz tette meg őt a württembergi trón várományosának. Károly királynak és Olga orosz nagyhercegnőnek és királynénak nem született gyermeke, egyetlen szűk családi hozzátartózójuk adoptált gyermekük, Vera Konsztantyinovna orosz nagyhercegnő volt. Károly király saját fiúgyermek híján unokaöccsét tette meg a württembergi trón várományosának; Vilmos herceg neveltetése már kiskorától kezdve ebben a szellemben folyt.
Egyetemi tanulmányait Tübingenben és Göttingenben folytatta. Később Potsdamba ment, ahol csatlakozott a császári hadsereghez, noha Vilmos herceg maga meglehetősen idegenkedett a katonaélettől. A hadsereggel soha nem tudott kibékülni, potsdami tartózkodása valóságos kínszenvedést jelentett számára.

## Uralkodása
Károly király utolsó éveit betegesen töltötte el, egyre több reprezentatív feladatot hárítva a trónörökös Vilmos hercegre. A nagybeteg uralkodó végül 1891. október 6-án halálozott el, így a trónörökös herceg II. Vilmos király néven foglalta el Württemberg trónját. A királyi család tagjaként már hercegként is jogában állt részt vennie az országgyűlésen. Királyként többször is személyesen látogatott el a felsőház gyűléseire, ámbár leginkább képviselők útján kísérte figyelemmel az országgyűlés munkáját.
Elődeihez hasonlóan a liberalizmus jellemezte politikáját, melyért II. Vilmos német császár többször is szemrehányást tett neki, és bizonyos fokú elhatárolódást mutatott a württembergi politika irányába. A württembergi uralkodó védőszárnyai alá vette a Stuttgarti Szocialista Kongresszust; több olyan színdarab – például Frank Wedekind műveit – bemutatását és műsorra tűzését is engedélyezte a királyi színházban, melyek Berlinben tiltólistára kerültek. A hadseregtől való irtózása és szárazföldi országa ellenére a király kedvelte a hajókat. A vízi járművek iránti rajongása odáig vezette, hogy 1911-ben a Boden-tó partján az uralkodó megalapította a Württembergi Jachtklubot. Az akkori nevén Württembergi Királyi Jachtklub (Königlich Württembergischer Yacht-Club) hamar népszerűségre tett szert; a Württembergi-ház tagjai máig a klub életének szerves részét képezik. A klub tiszteletbeli parancsnoki címét először II. Vilmos király viselte.
Feleségével ellentétben II. Vilmos király élete végéig osztatlan népszerűségnek örvendett a württembergi emberek körében. Az uralkodó testőrség nélkül sétált a stuttgarti közparkokban, és bárki beszélhetett vele. Palotájában az előkelőségek mellett a polgárság tagjai is rendszeres vendégek voltak; ezért is ragasztották rá a „Herr König” (Király úr) nevet.
Az első világháború kitörését az uralkodó megrendülve fogadta, a württembergi katonák búcsúztatásán személyesen is megjelent. A háború során főtábornagyi rangot kapott a hadseregben, jóllehet tényleges szolgálatot nem teljesített. Az 1918–19-es németországi forradalom elsöpörte a Német Császárságot. 1918. november 30-án II. Vilmos király a lázongások hatására önként lemondott királyi címéről és magát mint württembergi herceget tartotta számon; jóllehet a trón iránti igényt ő és utódai is fenntartják. A württembergi vezetést egy forradalmi testület vette át, székhelyüket az addigi királyi lakhelyként szolgáló Wilhelmspalaisba téve. A király és felesége életük végéig „nyugdíjat” kaptak a württembergi kormánytól, illetve az állam otthont biztosított nekik a ma már Tübingen részét képező Bebenhausenban fekvő kastélyban.

## Magánélete
Az uralkodó még trónörökösként, 1877. február 17-én Bad Arolsenben nőül vette Mária waldeck–pyrmonti hercegnőt, György Viktor waldeck–pyrmonti uralkodó herceg leányát. Kapcsolatukból három gyermek származott:
- Paulina Olga hercegnő (1877. december 19. – 1965. május 7.), nőül ment Frigyes Hermann wiedi herceghez
- Ulrich herceg (1880. július 28. – 1880. december 28.), kisgyermekként elhalálozott
- koraszülött leány (1882. április 24.).

Utolsó gyermekük, egy koraszülött gyermek világrahozatala közben elhunyt Mária waldeck–pyrmonti hercegnő. Mivel egyetlen fia, Ulrich herceg is korán meghalt, Vilmos herceg fiúörökös reményében újranősült. 1886. április 8-án Sarolta Mária schaumburg–lippei hercegnőt vezette oltár elé. A trónörökösi házaspár a Ludwigsburg palotában alakították ki otthonukat, csak a koronázás után költöztek át a Wilhelmspalaisba. Sarolta Mária nem tudta gyermekkel megajándékozni a királyt, pedig a württembergi trón várományosa Sarolta Mária gyermeke lett volna – a Mária waldeck–pyrmonti hercegnő és közte lévő rangbeli különbség miatt akkor is, ha leány. A királyi korona örököseként így elődjéhez hasonlóan II. Vilmos király is egyik unokaöccsét, Albrecht württembergi herceget tette meg.
1921 októberében egy földrengés rázta meg Bebenhausent. II. Vilmos württembergi király egy nappal ezt követően, 1921. október 2-án elhunyt. Utolsó kívánságaként temetési menete körbekerülte Stuttgartot, majd a ludwigsburgi palota magántemplomában helyezték örök nyugalomra első felesége és korán elhalálozott kisfia oldalára. A württembergi trón igénylőjeként és a királyi család fejeként Albrecht herceg lépett örökébe. II. Vilmos második hitvese, Sarolta Mária közel huszonöt évet töltött magányosan Bebenhausen kastélyának falai között. 1946-ban hunyt el az utolsó német királynéként; férje mellé temették el.

## Fordítás
- Ez a szócikk részben vagy egészben a Wilhelm II. (Württemberg) című német Wikipédia-szócikk ezen változatának fordításán alapul.  Az eredeti cikk szerkesztőit annak laptörténete sorolja fel. Ez a jelzés csupán a megfogalmazás eredetét és a szerzői jogokat jelzi, nem szolgál a cikkben szereplő információk forrásmegjelöléseként.
- Ez a szócikk részben vagy egészben a William II of Württemberg című angol Wikipédia-szócikk ezen változatának fordításán alapul.  Az eredeti cikk szerkesztőit annak laptörténete sorolja fel. Ez a jelzés csupán a megfogalmazás eredetét és a szerzői jogokat jelzi, nem szolgál a cikkben szereplő információk forrásmegjelöléseként.